# Проскурин, Егор Павлович
Егор Павлович Проскурин — советский хозяйственный и государственный деятель, лауреат Государственной премии СССР за выдающиеся достижения в труде.

## Биография
Родился в 1934 году. Член КПСС.
Выпускник Запорожского металлургического техникума имени Кузьмина.
В 1959—1990 — горновой, старший горновой, заместитель начальника цеха, заместитель секретаря, секретарь партбюро цеха, секретарь парткома, мастер мартеновского цеха завода «Запорожсталь»
За выдающиеся достижения в соцсоревновании на основе комплексного совершенствования трудовых процессов, внедрения передовой организации труда был в составе коллектива удостоен Государственной премии СССР за выдающиеся достижения в труде 1975 года.
Делегат XXIV и XXV съездов КПСС.
Жил в Запорожье.

## Награды
- Орден Ленина
- Орден Трудового Красного Знамени